# Слободиште
Слободиште у Крушевцу је место где је за време немачке окупације Србије, током Другог светског рата, стрељано близу 1.650 људи, углавном Срба - партизана, равногораца, као и њихових присталица и Рома.

## Слободиште кроз окупацију
Слободиште се налази југозападно од Крушевца, на падинама брда Багдала. Ово стрелиште је по први пут отворено 23. септембра 1941. године стрељањем 25 четника мајора Драгутина Кесеровића који су ухваћени после напада на Крушевац и осуђени на смрт. Пре овог првог стрељања у центру Крушевца је обешен отац Кесеровићевог барјактара, један од угледнијих Расинаца. То је био почетак немачког терора у Крушевцу.
У Крушевцу су за време окупације стрељани највише Срби из Трстеника и околине, из Врњачке бање и околине, из Краљева и околине, из Крушевца и околине, а било је стрељаних из Рашке, Лешке, Косова и Западне Србије. Стрељани су довођени из Казненог завода у Крушевцу који је био нека врста мини-логора, а такође и из бугарских затвора и Крушевачке Крајскомандантуре 833.

## Велико јунско стрељање у Крушевцу
Највеће стрељање у Крушевцу извршено је 29. јуна 1943. када је на Багдали изведено 324 лица и стрељано као мера одмазде. Ово стрељање је требало да се изведе 28. јуна, али како је тога дана био велики српски празник Видовдан, Недићеве власти су успеле да стрељање помере за један дан касније. Пре стрељања у Крушевац је допутовао СС генерал Аугуст Мајснер који је потписао плакат и напоменуо да је ово масовно стрељање лично он наредио. Највећи број стрељаних тога дана били су цивили из околних села. Стрељање је извршено као одмазда за напад на немачке трупе у Краљеву неколико недеља раније у коме су партизани убили неколико Немаца и ако су знали да ће Немци убијати цивиле због тога. Стрељања су такође вршена и у кругу Казненог завода, а тела сахрањивана на Багдали.
У Крушевцу су за време окупације и бугарски војници у више наврата вршили егзекуције, а такође су то чинили и наоружани Арнаути у немачким униформама и припадници Српског добровољачког корпуса (Љотићевци).
После ослобођења у Крушевцу је заточено и убијено 1200 Срба, припадника равногорског покрета. Овај податак се доста успешно чувао од јавности, а и данас је табу тема. Ту ликвидацију је извршила Прва југословенска бригада, на чијем челу је био Марко Месић. Мало је људи успело да побегне овом злочину, будући да су бегунци по наредби прогоњени и убијани по оближњим селима.

## Коначни показатељи
Према расположивим документима и сачуваним немачким објавама о стрељањима, у Крушевцу је за време читаве окупације стрељано близу 1.650 лица. Та стрељања су текла следећим редоследом:
| Датуми стрељања | Број стрељаних |
| 23.IX.1941      | 1              |
| 24.IX.1941      | 88             |
| 12.X.1942       | 10             |
| 12.XII.1942     | 10             |
| 15.XII.1942     | 10             |
| 5.II.1943       | 40             |
| 1-30.III.1943   | 358            |
| 12.IV.1943      | 5              |
| 29.IV.1943      | 10             |
| 12.V.1943       | 10             |
| 1-31.VI.1943    | 530            |
| 1-31.VII.1943   | 550            |
| 9.XIII.1943     | 9              |
| 20.XI.1943      | 1              |
| 12.VI.1944      | 10             |
| УКУПНО          | 1.642          |

## Спомен комплекс Слободиште
Спомен комплекс „Слободиште“ подигнут је у непосредној близини стрелишта, а то име је добио јер су у једној хумци пронађени посмртни остаци бораца Расинског партизанског одреда, који су названи слободарима града Крушевца.
На предлог Добрице Ћосића, првоборца Расинског партизанског одреда, архитекта Богдан Богдановић је реализовао споменик у периоду од 1960. до 1965. године. 
Споменик је како пише грађен са следећим натписом:
“Под овим небом, човече, усправи се. Хлеб и слобода исто су нама“.
Основни елементи споменика су: хумке, „капија смрти“, „долина поште“ са 12 камених птица и „долина живих“, амфитеатар са позорницом и гледалиштем. Суштински елемент и повод Комплекса представља „Стратиште“.
Данас је стрелиште под Багдалом претворено у историјски Комплекс „Слободиште“ које представља место које масовно посећују како грађани Крушевца, тако и страни туристи.